# Сигон
Сигон (или Сихон; ивр. סיחן‎; по Фюрсту — «великий», «сильный», по Гезениусу, «сметающий», «низлагающий») — ветхозаветный персонаж (Чис. 21:21—31 и др.); аморейский царь, лишившийся своих владений вследствие своего отказа пропустить евреев на их пути в Ханаанскую землю. Считался гигантом.

## Библейский сюжет
Подобно васанскому царю Огу, Сигон считался великим и могущественным царём (Пс. 135:17—19). Незадолго до прихода израильтян он воевал с моавитским царём и отнял у него всю землю до реки Арнон (Чис. 21:26—29).
Владения Сигона простирались от реки Арнон на юге до Яббока на севере, и от Иордана на западе до пустыни на востоке (Чис. 21:24; Суд. 11:22). Согласно Нав. 12:3 и 13:27, в территорию Сигона входила часть пустыни Арава между Яббоком и Генисаретским озером. Столицей царства Сигона был Есевон (Евон; Хешбон), завоеванный им y моавитского царя (Чис. 21:26).
Пять мадианитских царей, убитых израильтянами (Чис. 31:8), были вассалами Сигона (Нав. 13:21). Приблизившись к земле обетованной, израильтяне просили у Сигона позволения пройти через его владения в Ханаанскую землю; он отказал им и выступил против них с войском, но был разбит при Ягаце (Ягце; Чис. 21:21—35; Втор. 2:26 и сл.; Суд. 11:19 и сл.).
Сам Сигон был убит в битве, его столица была взята и его земля разделена между израильтянами. Завоеванную землю получили в удел колена Реубена и Гада (Чис. 32:33; Втор. 29:7). Они заняли всю землю Сигона от Арнона до Яббока (Иавока), до пределов аммонитских, и поселились в Есевоне и во всех зависевших от него городах (Чис. 21:30—31; Втор. 2:26—36; Нав. 12:2—3; Суд. 11:21—23). Область эта и впоследствии ещё называлась «землею Сигона» (1Цар. 4:19).
Означенная победа над Сигоном и вскоре другая над Огом, царём васанским, во многом способствовали евреям в завоевании Ханаанской земли. Воспоминание о царях сохранялось до позднейших времен, служа сильным средством для подкрепления веры в народе. «Он… поразил народы многие, и истребил царей сильных», восклицал Псалмопевец: «Сигона, царя Аморейского, и Ога, царя Васанского, и все царства Ханаанские, и отдал землю их в наследие, в наследие Израилю, народу Своему» (Пс. 134:10—12).

## В талмудической литературе
Согласно Талмуду, Сигон — брат Ога, оба они сыновья Ахии и внуки падшего ангела Шамхазая (Нидда, 61а). Сигон подобен Огу своим ростом и мужеством (Мидр. Агада Хуккат); он тождествен с хананеянином Арадом (Числа 21, 1), и Сигон было его прозвище, данное ему за то, что он своей быстротой напоминал коня пустыни (Рош га Шана, 3а).
Город Есевон (Евон; Хешбон) был так сильно укреплён, что Сигон мог отнять его y моавитского царя только благодаря проклятию, произнесённому Валаамом над осаждённой армией (Мидр. Агада, l. c.) Сигон был побеждён лишь после того, как Бог подчинил Моисею его ангела-хранителя (Иеламмедену, цитир. в Ялк., Числа, 764).